# Athysanus negatus
Athysanus negatus är en insektsart som beskrevs av White 1879. Athysanus negatus ingår i släktet Athysanus och familjen dvärgstritar. Inga underarter finns listade i Catalogue of Life.